# Whiplash Protection System
WHIPS, et akronym for Whiplash Protection System, er et bilsikkerhedssystem til at forebygge piskesmældsskader ved påkørsel bagfra. WHIPS er udviklet af den svenske bilfabrikant Volvo og introduceres første gang i 1998 i Volvo S80.
WHIPS består af aktive ryglæn i bilens forsæder som beskytter rygsøjle og nakke, og som aktiveres ved påkørsel bagfra.